# جاشیر
جاشیر با نام علمی Prangos ferulacea (L.) Lindl. گیاهی دارویی و بومی نواحی جنوبی ایران است که در طب سنتی در درمان بسیاری از اختلالات مورد استفاده بوده و تحقیقات متعددی در جهت شناسایی ترکیبات گیاهی و خواص درمانی آن انجام گرفته‌است. در استان کهگیلویه و بویراحمد در کوه دنا به وفور جاشیر می‌روید که برای دام زده می‌شود که خطر انقراض و تخریب گونه‌های گیاهی و جانوری در کوه دنا بسیار زیاد می‌باشد. جاشیر خرا یعنی قابل خوردن برای انسان در استان کهگیلویه و بویر احمد نیز یافت می‌شود.

## خواص دارویی
جوشیر صمغی است که از گیاهی به همین نام گرفته می‌شود.

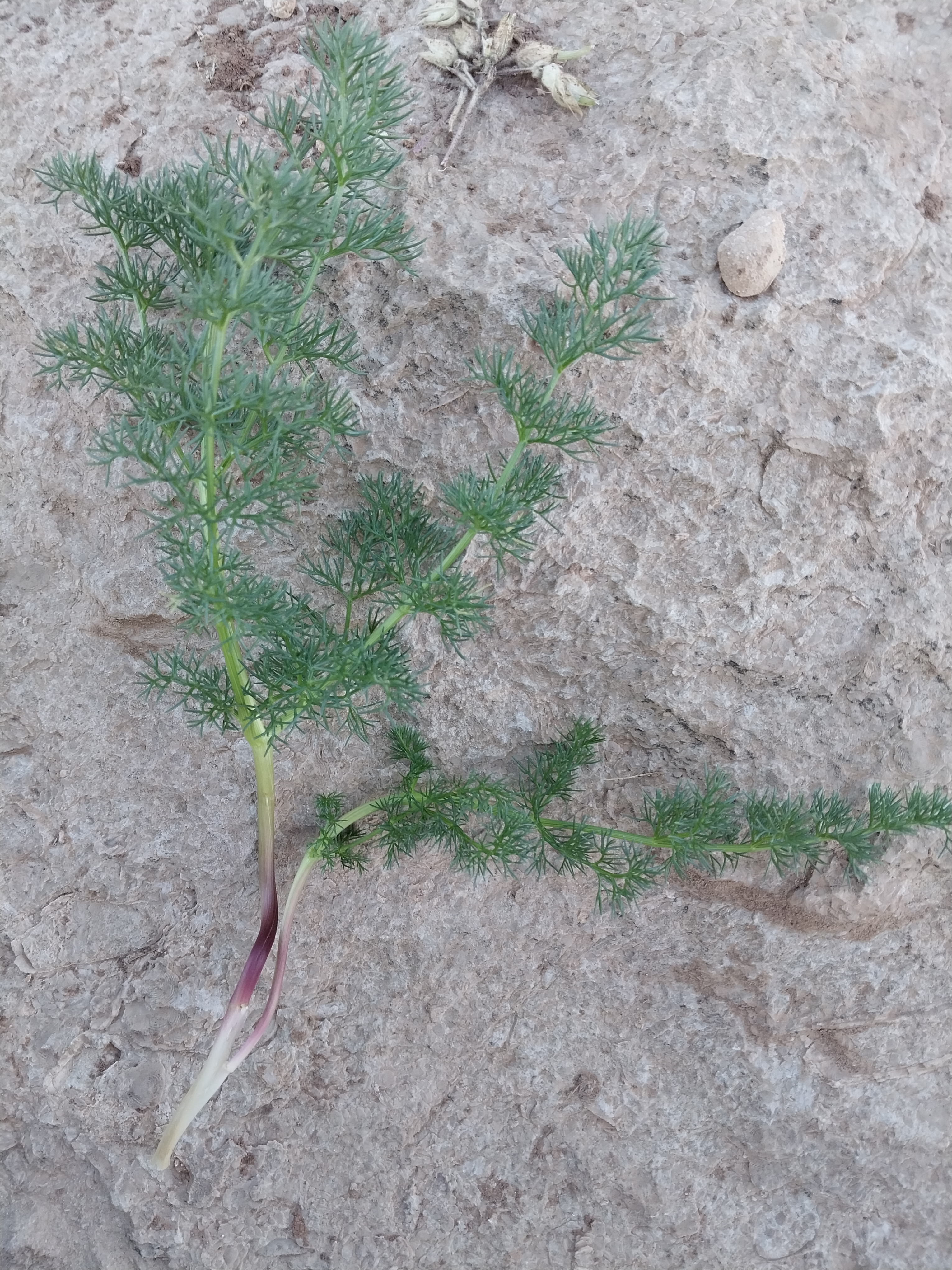
یک شاخه جاشیر